# Werboweć (obwód winnicki)
Werboweć (ukr. Вербовець) – wieś na Ukrainie, w obwodzie winnickim, w rejonie kuryłowieckim, nad Batihem. W 2001 roku liczyła 628 mieszkańców.